# Elaphoglossum eatonianum
Elaphoglossum eatonianum là một loài thực vật có mạch trong họ Lomariopsidaceae. Loài này được (E. Britton) C. Chr. mô tả khoa học đầu tiên năm 1905.